# Fluorobenzen
Fluorobenzen là hợp chất hữu cơ có công thức C6H5F, thường được viết tắt là PhF. Là chất lỏng không màu, nó là tiền thân của nhiều hợp chất fluorophenyl.

## Chuẩn bị
PhF được báo cáo lần đầu tiên vào năm 1886 bởi O. Wallach tại Đại học Bonn, người đã điều chế hợp chất này theo hai bước. Phenyldiazonium chloride được chuyển đổi thành triazene bằng cách sử dụng piperidine:
[PhN2]Cl + 2 (CH2)5NH → PhN=N-N(CH2)5 + [(CH2)5NH2]Cl
Sau đó, triazine được phân cắt bằng acid fluorhydric:
PhN=N-N(CH2)5 + 2 HF → PhF + N2 + [(CH2)5NH2]F
Ghi chú lịch sử: trong thời đại của Wallach, nguyên tố fluor được ký hiệu bằng "Fl". Do đó, quy trình điều chế có tiêu đề là "Fluorbenzol, C6H5Fl".
Trong quy mô phòng thí nghiệm, PhF được điều chế bằng các nung nóng để phân hủy benzendiazonium tetrafluoroborate:
PhN2BF4 → PhF + BF3 + N2
Theo quy trình, chất rắn [PhN2]BF4 được đốt nóng với ngọn lửa để bắt đầu phản ứng tỏa nhiệt, phản ứng này cũng tạo ra bo trifluoride và khí nitơ. Sản phẩm PhF và BF3 có thể dễ dàng tách biệt vì điểm sôi khác nhau của chúng.
Kỹ thuật tổng hợp là bằng phản ứng của cychlorpentadiene với difluorocarbene. Cychlorpropan cũng được hình thành và sau phản ứng ta loại bỏ hydro fluoride.

## Phản ứng
PhF hoạt động khá khác so với các dẫn xuất halobenzen khác do tính chất cho và nhận liên kết pi của fluoride. Ví dụ, vị trí para hoạt dộng mạnh hơn so với benzen do các electrophin. Vì lý do này, nó có thể được chuyển đổi thành 1-bromo-4-fluorobenzen với hiệu suất tương đối cao.

## Thuộc tính dung môi

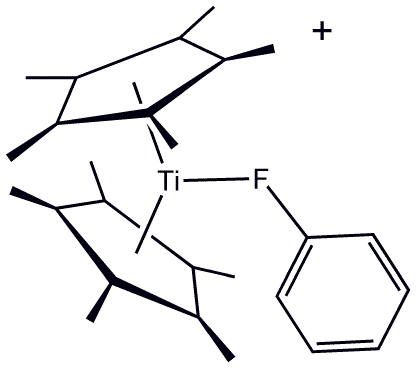
Cấu trúc của [(C_{5}Me_{5})_{2}Ti(FC_{6}H_{5}^{+}, một phức kim loại của fluorobenzen.

PhF là một dung môi hữu ích cho các hợp chất có phản ứng hóa học mạnh. Điểm nóng chảy của nó ở -44 °C, thấp hơn điểm nóng chảy của benzen. Ngược lại, điểm sôi của PhF và benzen rất giống nhau, chỉ chênh lệch nhau 4 °C. Nó phân cực hơn đáng kể so với benzen, với hằng số điện môi là 5,42, so với 2,28 của benzen ở 298 K. Fluorobenzen là một hợp chất tương đối trơ nên liên kết C-F tương đối bền.
Mặc dù nó thường được coi là một dung môi không phối hợp, nhưng một vài phức kim loại của PhF đã được kết tinh.